# Veľká ľadová priepasť
Veľká ľadová priepasť je národní přírodní památka v katastrálním území obcí Liptovský Ján v okrese Liptovský Mikuláš v Žilinském kraji na Slovensku. Území bylo vyhlášeno v roce 2001. Předmětem ochrany je vertikální, 125 metrů hluboká jeskyně se stálou ledovou výplní. Leží v Demänovských vrších, geomorfologické části Ďumbierských Tater.